# Кіннегад
Кіннеґад (англ. Kinnegad; ірл. Cionn Átha Gad) — місто в Ірландії в графстві Західний Міт. Відстань до Дубліна складає 60 км. Для пасажирів курсує Bus Éireann, на якому дістатись до Дубліна можна за півтори години.